# Кінотеатр "Київ" (Краків)
Кінотеатр «Київ» (пол. Kino „Kijów”) (нині пол. Kijów.Centrum) — кінотеатр у Кракові, на Алея Зигмунта Крашіньськєго (пол. Aleja Zygmunta Krasińskiego) 34, існує з 1967 року.

## Історія
Будівництво кінотеатру почалося в 1962 році. Будівлю спроектував архітектор Вітольд Цецкевич, а інтер’єри – Кристина Згуд-Страхоцька. На той час це був найбільший у Кракові кінотеатр із залою на 960 глядачів і найсучасніший у Польщі. Перший широкоформатний кінотеатр, здатний демонструвати фільми зі стрічок усіх форматів: 16, 35 і 70 мм, зі стереофонічним звуком. Він мав придбаний у Данії увігнутий екран розміром 18,7 х 8,6 м .
Він розпочав роботу 6 листопада 1967 року з прем’єри фільму радянського режисера Сергія Бондарчука «Війна і мир», який був екранізацією однойменного історичного роману російського письменника Льва Толстого .
У кінотеатрі проходять фестивалі, відбуваються польські та світові прем’єри фільмів, напр. «Список Шиндлера» (1994) і «Пан Тадеуш» (1999). З 1968 по 1990 рік тут проходив Краківський фестиваль документальних і короткометражних фільмів. Тут проходить Краківський кінофестиваль.
Поява мультиплексів у Польщі викликала відтік глядачів, що спричинило серйозні проблеми для закладу. Під час ревіталізації у 2005-2008 роках однозальний кінотеатр був трансформований. У рамках проекту, реалізованого під керівництвом тодішнього президента Томаша Мацейовського, поряд із існуючою великою залою (на 828 місць) у кінотеатрі було створено другу залу студію (на 32 місця), кав'ярню та музичний клуб, а велику залу обладнали першим на той час у місті цифровим проектором. Щоб підкреслити зміни, назву кінотеатру змінили на Kijów.Centrum, тим самим позначаючи новий характер цього місця як мультимедійного розважального центру.
Будівля кінотеатру Київ є шедевром модерністської архітектури Кракова . Спочатку будівля з 1967 року мала тонкі сталеві вікна (не бежеві) і прозорі вікна (не тоновані), котрі відкривали найбільшу внутрішню мозаїку в Кракові та власну неонову вивіску. На тильному фасаді кінотеатру збереглася барвиста керамічна мозаїка в стилі оп-арт .

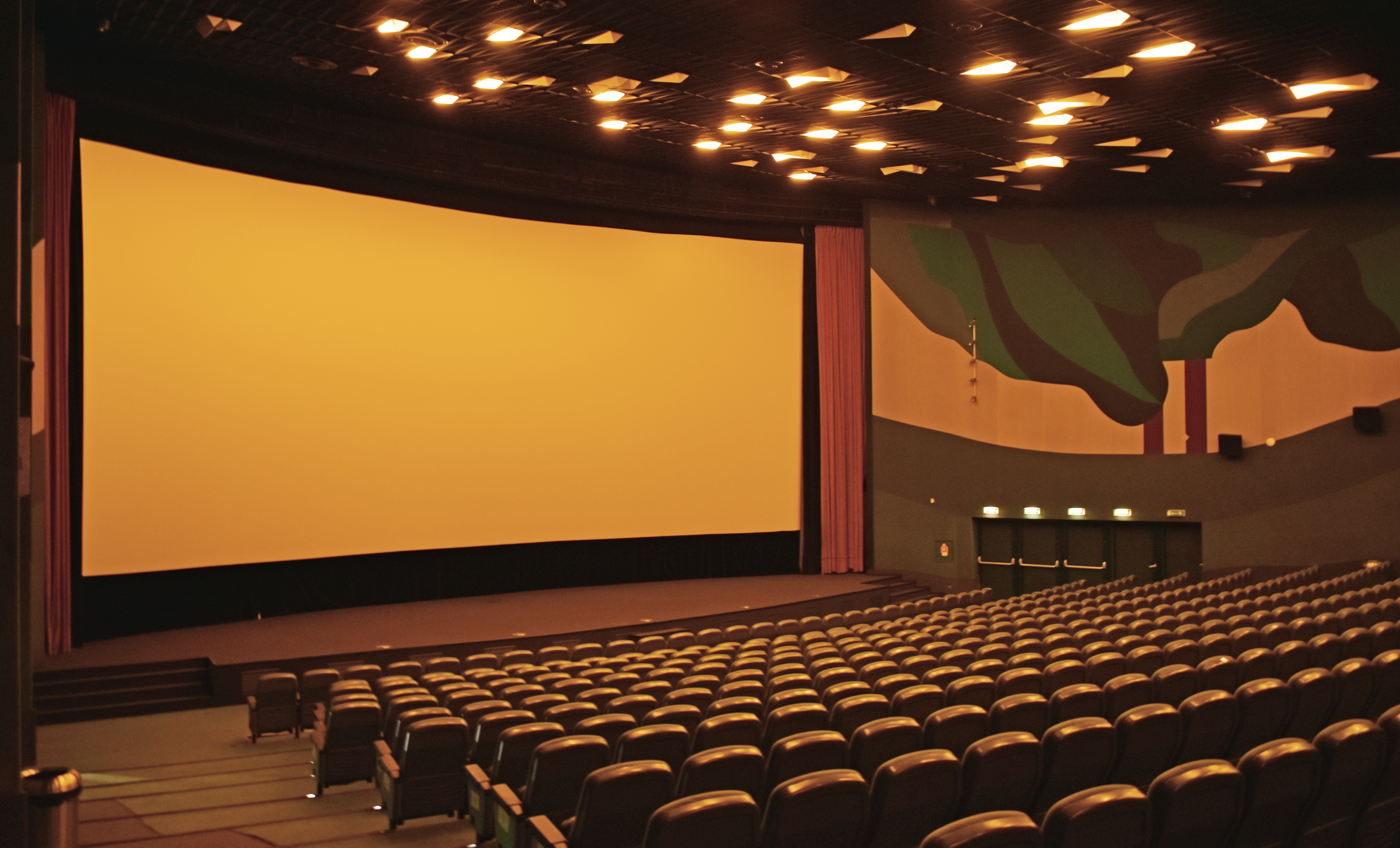
Велика зала.
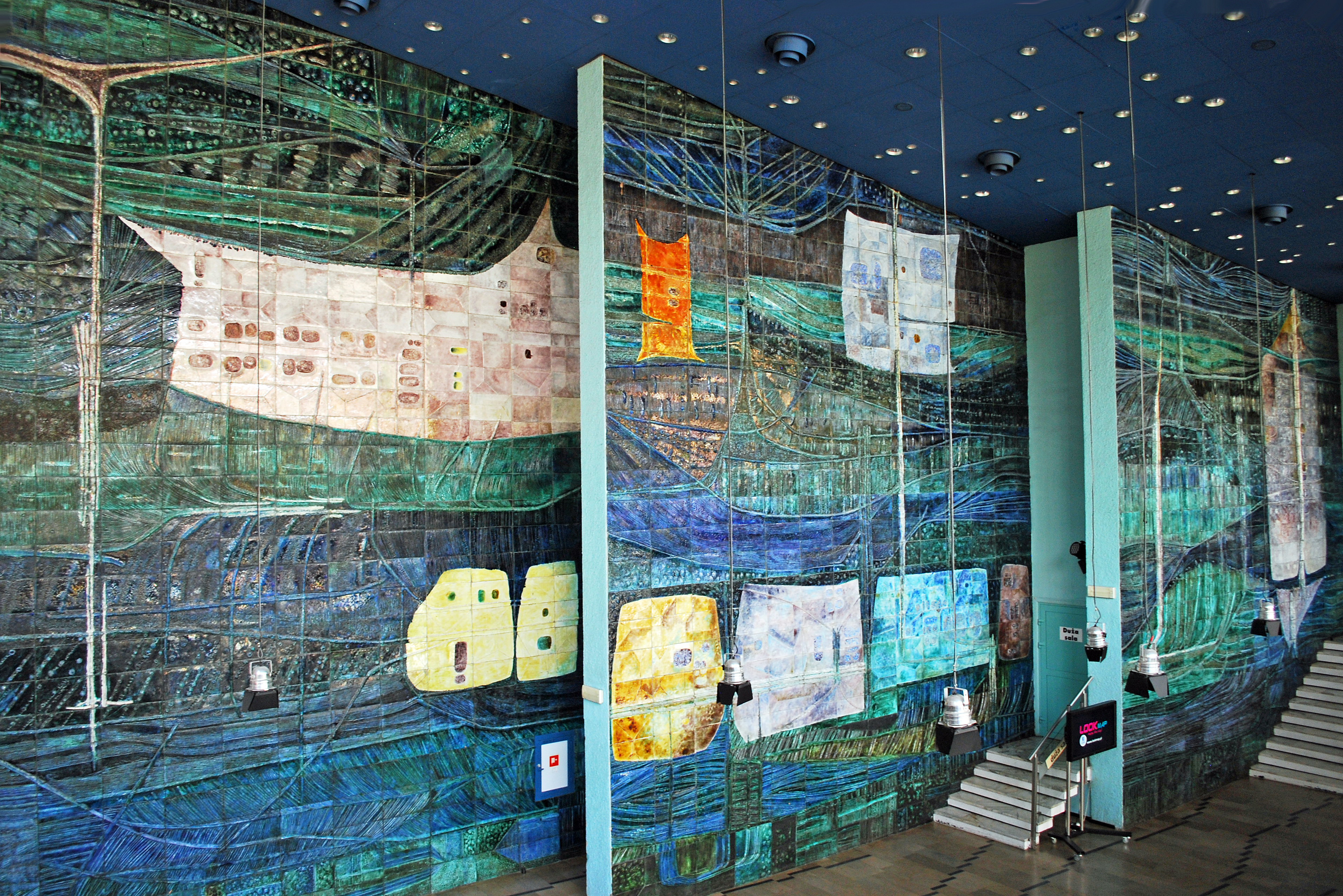
Фоє. Мозаїка Krystyny Zgud-Strachockiej.
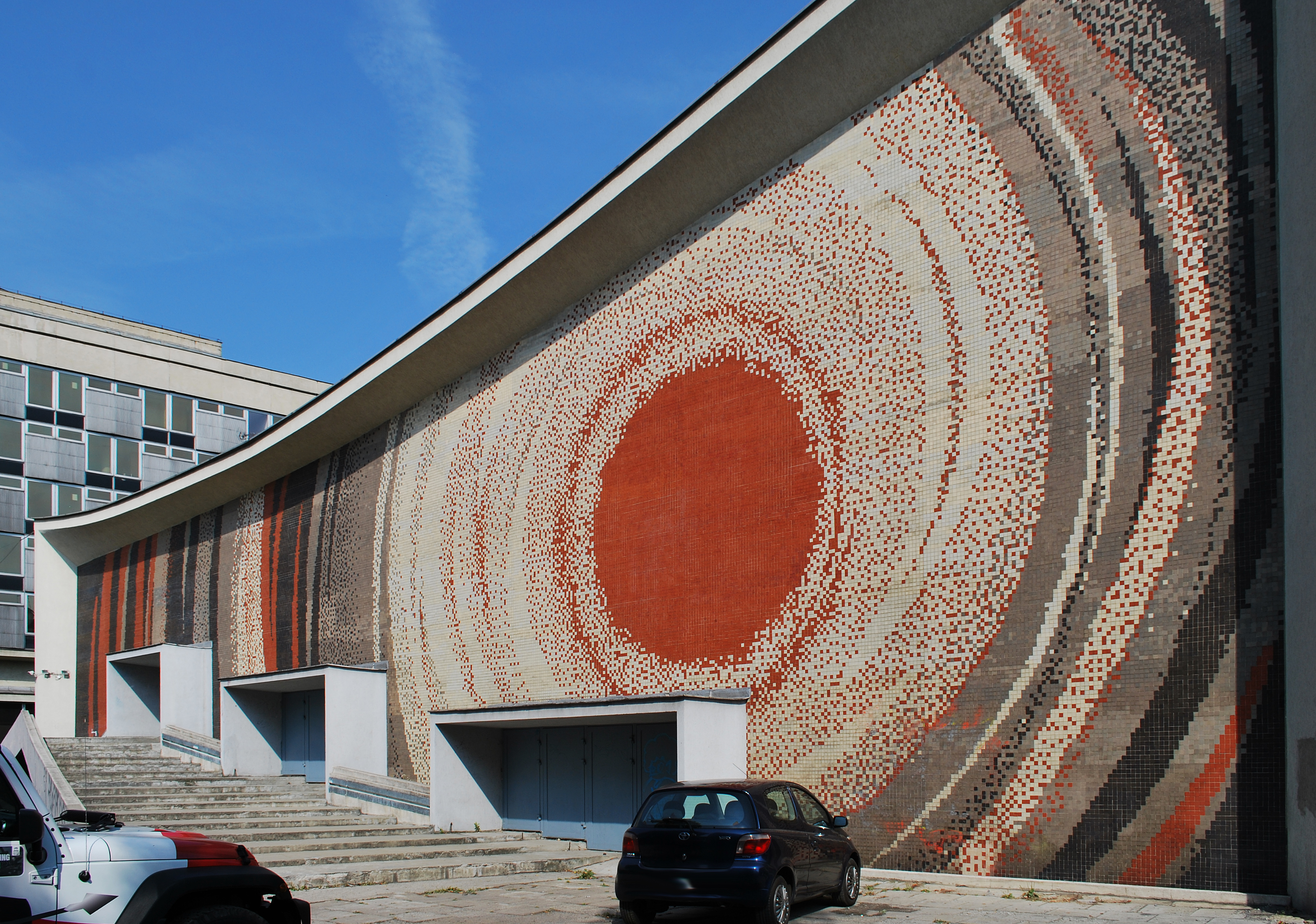
Фасад тильний (західний). Мозаїка архітектора Jerzego Kowala

## Зовнішні посилання
- Сайт кінотеатру